# A・J・クラウチ
エイドリアン・ジェイムズ・クラウチ（Adrian James Croce、1971年9月28日 - ）は、アメリカ合衆国のシンガーソングライター。姓はクロウチとも表記される。
同じくシンガーソングライターのジム・クロウチとイングリッド・クロウチの息子。

## 来歴
1973年の飛行機事故により父親を失う少し前に、クロウチ一家はカリフォルニア州サンディエゴに転居した。その後そこで母親と暮らすこととなる。
4歳の時点では脳腫瘍により彼は完全に盲目であったが、10歳になるにつれ彼の左目は徐々に視力を回復していった。しかし、人生において困難なこの時期に彼はスティーヴィー・ワンダーやレイ・チャールズの音楽との出会いによって感化され、ラジオやレコードから流れる曲に合わせてピアノを弾くことを覚える。
12歳の時に初めてパーティーのステージに立った彼は、16歳の時には定期的にサンディエゴのナイトクラブでバンドリーダーやヘルプとして演奏をするようになっていた。（初めてのパフォーマンスでは$20の報酬を受け取った。）
日本ではFRISKのCMにHung Up(on you)が起用されたことで知られる。

## ディスコグラフィー
- A. J. Croce (1993)
- That's Me in the Bar (1995)
- Fit to Serve (1998)
- Transit (2000)
- Adrian James Croce (2004)
- Early On - The American Recordings 1993-1998 (2005)
- Cantos (2006)
- Cage of Muses (2009)
- Twelve Tales (2014)